# Николајевска црква у Земуну
Црква Светог Оца Николаја или познатија као Николајевска црква је земунска православна богомоља. Подигнута је у периоду од 1745—1752. године на месту старије, сламом покривене дрвене српске цркве. Налази се у старом историјском језгру Земуна, у улици Његошева 43, испод средњовековне тврђаве Гардош. Николајевска црква је најстарији православни храм старог језгра Земуна и најстарија сакрална грађевина сачувана на подручју града Београда. За споменик културе и непокретно културно добро установљена је 1948. године.

## Историја
Николајевска црква — храм Светог оца Николаја је најстарија црква у Земуну, а уједно и у Београду. Настала је на темељима цркве за коју се сматра да датира из времена пре него што су Турци ушли у Земун 1521. године.  Путописци, који су кроз Земун пролазили током 16. и 17. века бележили су да је у Земуну била велика џамија и нешто што је личило на православну цркву без крова. Протеривањем Турака и уласком Аустрије у Земун 1717. године Земун постаје хришћански град, али ни у том под аустријском влашћу Срби нису добијали лако дозволе за изградњу својих верских објеката. Тако је још 1731. године саграђена мала богомоља посвећена Светом Оцу Николају. Већ следеће године основана је Српска православна црквена општина града Земуна, па је напорима свештенства и становништва ускоро одобрена изградња данашње цркве, као и простора за општу српску школу за подучавање православне младежи у црквеној порти.
Изградња данашње цркве започета је на темељима претходне 1745. године, а изградња је довршена 1752. У североисточном делу црквене порте отворена је и Општа српска основна школа за подизање младежи (данас Основна школа „Мајка Југовића“), значајна за развој земунског школства. У овој школи службовао је као учитељ Јоаким Вујић између 1807. и 1809. године, о чему на црквеном дому постоји спомен-плоча.

## Опис цркве
Николајевска црква сазидана је као једнобродна грађевина с полуобличастом апсидом и певничким простором. Засведена је бачвастим сводом. На западној страни има двоспратни звоник с металном капом. Обликована је и грађена у барокном стилу и конструкцијама. Има све типичне одлике барокних цркава подизаних у Војводини и Војној граници у 18. веку.
Раскошни барокни иконостас из 1761. године, дело истакнутог резбара Аксентија Марковића, украшавају 73 иконе Димитрија Бачевића, једног од најпознатијих српских сликара из 18. века, сликане уз помоћ Димитрија Поповића. Зидне слике, као и низ других сликарских дела, израдио је 1847. земунски сликар Живко Петровић. У цркви се чувају и поједина дела Стефана Грујића, Димитрија Аврамовића, Живка Петровића и других српских иконописаца 19. века. Прозоре цркве красе витражи.
Бројни су и вредни предметни примењене уметности, старе црквене књиге и други предмети из 18. и 19. XIX века, значајни за културну и привредну историју Земуна. Посебно су значајне заставе земунских еснафа, које сведоче о друштвеној улози занатлија у пограничном Земуну. Најстарија застава такозваног „Чизмарско-табачког еснафа“ потиче из 1807. године. У овом храму чува честица моштију Андреје Првозваног, брата апостола Петра и првог Христовог следбеника.

### Иконостас
Иконостас ове цркве, један је од најраније сачуваних примера барокних иконостаса који ће доминирати српским црквама у току целог периода барока. Сматра се најзнаменитијим и најлепшим барокним иконостасом српске уметности 18. века и поседује све карактеристике тог прелазног раздобља од традиционалног српско-византијског стила ка барокној уметности. Његову израду је поручила Земунска црквена општина након подизања храма. Раскошни барокни иконостас из 1761. године, дело је истакнутог резбара Аксентија Марковића.

### Иконе
Израда икона за иконостас је била поверена Димитрију Бачевићу уз асистенцију Димитрија Поповића, као и израда икона за проповедаоницу, тронове и певнице. Новија архивска истраживања откривају још једно име угледног српског сликара овог периода, Василија Остојића, за кога се сматра да је био Бачевићев помоћник. С обзиром на то да не постоји писано сведочанство, није познато колики је Остојићев удео у осликавању Николајевске цркве. Неоспорно је да је Димитрије Бачевић насликао преко 80 икона на којима се уочавају одлике Остојићевог стила: златна позадина, богат биљни орнамент, пластичност фигура, неусиљен покрет, благи светитељски ликови, мркозелене боје лица са наглашеним акцентима ружичастог и окера.
Иконе у најнижој зони иконостаса је 1847. потпуно пресликао земунски академски сликар Живко Петровић. Сматра се да су ту представљене теме које су биле заступљене и на оригиналним Бачевићевим иконама. Ту налазимо Христове параболе „о трну и брвну“, „о сејачу“, „о убогом Лазару“ и „о митару и фарисеју“ као символе милосрђа, љубави или моралних врлина.

### Витражи
Почетком 30-их година 20. века уместо старих прозора с решеткама од кованог гвожђа уграђени су витражи с ликовима светаца према предлошцима сликара Миленка Ђурића у познатој сомборској радионици породице Станишић.

### Рестаурације
У великом пожару 1867. године изгорео је првобитни звоник, који је обновљен већ 1870.
Приликом обнове, ради стабилности грађевине, на јужној и северној фасади изграђени су контрафори.
Почетком 30-тих година 20. века уместо старих прозора са решеткама од кованог гвожђа уграђени су витражи.

## Галерија
- Николајевска црква са црквеним домом, поглед са дунавске стране
- Николајевска црква, поглед из Његошеве улице
- Поглед на торањ са куле Гардош
- Улаз у Николајевску цркву у Земуну
- Икона Св. Николе изнад улаза
- Врх торња са годином обнове (1870)
- Сат на торњу
- Димитрије Бачевић: Иконостас Николајевске цркве у Земуну (1762)
- Витраж на прозору
- Један од споменика у црквеној порти
- Један од споменика у црквеној порти
- Табла на парохијском дому са годином изградње (1902)
- Поглед са кеја на цркву и Кулу Гардош
- Николајевска црква